# Kanton Dax-2
Der Kanton Dax-2 ist seit 2015 ein französischer Wahlkreis im Arrondissement Dax, im Département Landes und in der Region Nouvelle-Aquitaine; sein Hauptort ist Dax. 

## Gemeinden
Der Kanton besteht aus zehn Gemeinden und Gemeindeteilen mit insgesamt 31.233 Einwohnern (Stand: 1. Januar 2022) auf einer Gesamtfläche von 98,37 km²:
| Gemeinde           | Einwohner 1. Januar 2022 | Fläche km² | Dichte Einw./km² | Code INSEE | Postleitzahl |
| ------------------ | ------------------------ | ---------- | ---------------- | ---------- | ------------ |
| Bénesse-lès-Dax    | 582                      | 5,89       | 99               | 40035      | 40180        |
| Candresse          | 869                      | 8,54       | 102              | 40063      | 40180        |
| Dax                | 19.856                   | 18,89      | 1.051            | 40088      | 40100        |
| Heugas             | 1.395                    | 18,79      | 74               | 40125      | 40180        |
| Narrosse           | 3.331                    | 10,53      | 316              | 40202      | 40180        |
| Oeyreluy           | 1.498                    | 5,72       | 262              | 40207      | 40180        |
| Saint-Pandelon     | 728                      | 9,18       | 79               | 40277      | 40180        |
| Saugnac-et-Cambran | 1.568                    | 13,28      | 118              | 40294      | 40180        |
| Seyresse           | 1.022                    | 2,23       | 458              | 40300      | 40180        |
| Yzosse             | 384                      | 5,32       | 72               | 40334      | 40180        |
| Kanton Dax-2       | 31.233                   | 98,37      | 318              | 4006       | –            |

1. ↑   Nur der südliche Teil der Gemeinde, der Rest gehört zum Kanton Dax-1.